# EVA (tworzywo)

Budowa EVA

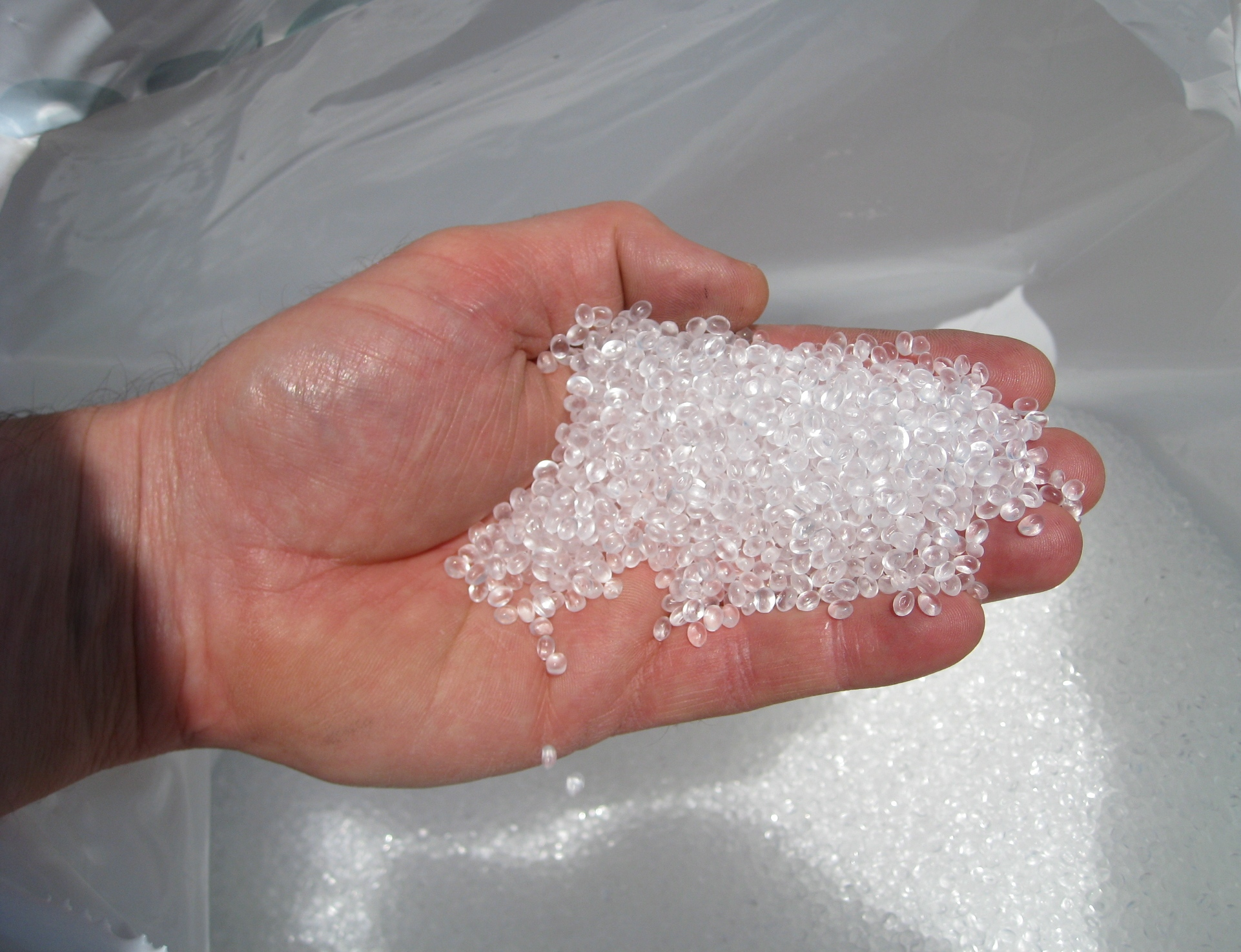
EVA w postaci granulatu

EVA (z ang. ethylene-vinyl acetate; poli(etylen-co-octan winylu)) – kopolimer etylenu i octanu winylu o budowie według schematu:

−(CH
2−CH
2)
n−(CH
2−CH(OC(O)CH
3))
m−

## Zastosowanie
EVA wykorzystywany jest:
- do produkcji folii opakowaniowych;
- do produkcji dywaników samochodowych;
- do wyrobu podeszew butów sportowych;
- jako składnik mieszanek elastomerowych;
- jako dodatek do smarów parafinowych;
- jako dodatek w klejach topliwych;
- jako dodatek w drogowych mieszankach bitumicznych;
- jako materiał laminujący w modułach fotowoltaicznych w postaci arkuszy.